# Albert Costa (tennisser)
Albert Costa (Lerida, 25 juni 1975) is een voormalig tennisser uit Spanje. Hij speelde professioneel tennis van 1993 tot in 2006. Costa won in 2002 Roland Garros. Ook deed hij mee aan de Olympische Spelen van Atlanta in 1996 en die van Sydney in 2000, waar hij met Àlex Corretja de bronzen medaille in het dubbelspel won.

## Resultaten grandslamtoernooien
| Legenda | Legenda                          |
| ------- | -------------------------------- |
| g.t.    | geen toernooi gehouden           |
| l.c.    | lagere categorie                 |
| –       | niet deelgenomen                 |
| G       | uitgeschakeld in de groepsfase   |
| 1R      | uitgeschakeld in de eerste ronde |
| 2R      | uitgeschakeld in de tweede ronde |
| 3R      | uitgeschakeld in de derde ronde  |
| 4R      | uitgeschakeld in de vierde ronde |
| KF      | uitgeschakeld in de kwartfinale  |
| HF      | uitgeschakeld in de halve finale |
| F       | de finale verloren               |
| W       | het toernooi gewonnen            |
| w-v     | winst/verlies-balans             |

### Enkelspel
| Toernooi        | 1994 | 1995 | 1996 | 1997 | 1998 | 1999 | 2000 | 2001 | 2002 | 2003 | 2004 | 2005 |
| --------------- | ---- | ---- | ---- | ---- | ---- | ---- | ---- | ---- | ---- | ---- | ---- | ---- |
| Australian Open | –    | –    | 2R   | KF   | 2R   | 1R   | 1R   | –    | 4R   | 3R   | 3R   | 1R   |
| Roland Garros   | 1R   | KF   | 2R   | 3R   | 4R   | 3R   | KF   | 1R   | W    | HF   | 3R   | 1R   |
| Wimbledon       | 1R   | –    | 2R   | –    | 2R   | 1R   | –    | –    | –    | –    | 1R   | –    |
| US Open         | 1R   | –    | 1R   | 1R   | 1R   | 1R   | 2R   | 4R   | 2R   | 2R   | 1R   | 1R   |

### Mannendubbelspel
| Toernooi        | 2002 | 2003 | 2004 | 2005 |
| --------------- | ---- | ---- | ---- | ---- |
| Australian Open | 2R   | 2R   | 1R   | 3R   |
| Roland Garros   | –    | 1R   | –    | –    |
| Wimbledon       | –    | –    | –    | –    |
| US Open         | –    | 1R   | –    | –    |